# Mucha calidad
Mucha calidad es el undécimo trabajo discográfico del Binomio de Oro, grabado por Codiscos y publicado el 6 de diciembre de 1983.
El álbum fue grabado con la voz de Rafael Orozco Maestre y el acordeón de Israel Romero sus mayores éxitos fueron El higuerón, Tuya es mi vida, A mano dura, Playas marinas, Pesadilla de amor y Por eso estoy aquí.

## Canciones
Las siguientes son las canciones grabadas en el álbum Mucha calidad:
1. El higuerón (Abel Antonio Villa) 4:18
2. Por eso estoy aquí (Esteban "Chiche" Ovalle) 4:23
3. Mil razones (Gustavo Gutiérrez) 4:07
4. A mano dura (Héctor Zuleta Díaz) 4:34
5. Copitos de pinos (Rosendo Romero) 4:27
6. Tuya es mi vida (Marcos Díaz) 4:49
7. La brincona (Poncho Cotes Jr) 4:26
8. Playas marinas (Calixto Ochoa) 3:43
9. Quiera o no tu padre (Mateo Torres) 4:01
10. Pesadilla de amor (Rafael Manjarrés) 4:37

## Superventas
En 1983, el tema El Higuerón se convirtió en un éxito de ventas; fue el más vendido en Venezuela, superando al álbum de Thriller de Michael Jackson, y El Africano, versión del merenguero dominicano Wilfrido Vargas del tema del cantante y acordeonero colombiano Calixto Ochoa. Tras las ventas, el Binomio de Oro recibió el premio Ronda de Caracas, Disco de Oro con el Premio Mara y el Guaicaipuro de Oro; además, se convirtió en esa época en el grupo de música vallenata que más vendió internacionalmente.

## Filmografía
La canción El Higuerón fue parte de la banda sonora de la serie biográfica sobre Rafael Orozco, Rafael Orozco, el ídolo, interpretada por el actor protagonista y exvocalista del Binomio de Oro, Alejandro Palacio.